# 第十二届全国人民代表大会期间颁布的中华人民共和国主席令
| 中华人民共和国主席令 | 中华人民共和国主席令 | 中华人民共和国主席令 |
| -------------------- | -------------------- | -------------------- |
| ←第十一届            | 第十二届             | 第十三届→            |

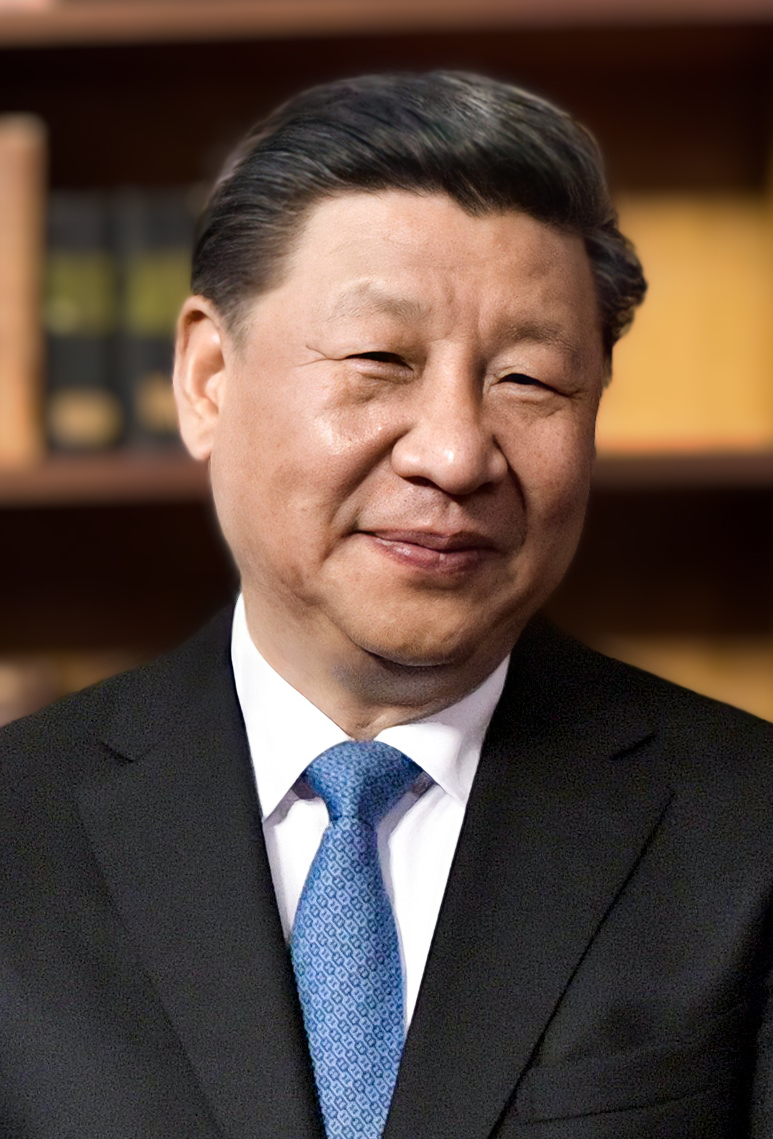
第七位中华人民共和国主席习近平

中华人民共和国主席令是中华人民共和国主席依据《中华人民共和国宪法》第八十条的规定，根据全国人民代表大会和全国人民代表大会常务委员会的决定，颁布的用于公布法律、任免国务院组成人员、授予国家勋章或荣誉、宣布进入紧急状态、战争状态或发布特赦令、动员令的法令。1954年中华人民共和国行宪后，国家主席令接替原由中央人民政府主席签署的“中央人民政府命令”；后在国家主席职位缺位和被废除时期，曾由“全国人民代表大会常务委员会委员长令”代替国家主席令。1982年12月4日，第五届全国人民代表大会第五次会议通过了中华人民共和国成立后的第四部《宪法》，即《八二宪法》，在国家机构一章中恢复关于中华人民共和国主席的规定，重新设置国家主席、副主席职务。自第六届全国人民代表大会开始，中华人民共和国主席令得以恢复。
第十二届全国人民代表大会第一次会议于2013年3月5日至3月17日在北京召开，会上选举习近平为新任国家主席，他取代胡锦涛成为第七位国家主席。他在第十二届全国人大期间，共颁布了86份主席令，第一份颁布于2013年3月15日，其内容为任命李克强为中华人民共和国国务院总理。第十二届全国人大期间的最后一份（第86号）主席令颁布于2017年12月27日，内容为公布《全国人民代表大会常务委员会关于修改〈中华人民共和国招标投标法〉、〈中华人民共和国计量法〉的决定》。本列表列出第十二届全国人民代表大会期间颁布的中华人民共和国主席令。

## 列表
点击下方编号处的链接，可前往维基文库查看主席令原文。
| 编号       | 主要内容 | 日期           |
| ---------- | --- | -------------- |
| 第一号     | 任命李克强为中华人民共和国国务院总理。 | 2013年3月15日  |
| 第二号     | 任命张高丽、刘延东、汪洋、马凯为国务院副总理；任命杨晶、常万全、杨洁篪、郭声琨、王勇为国务委员；任命杨晶为国务院秘书长；任命王毅为外交部部长；任命常万全为国防部部长；任命徐绍史为国家发展和改革委员会主任；任命袁贵仁为教育部部长；任命万钢为科学技术部部长；任命苗圩为工业和信息化部部长；任命王正伟为国家民族事务委员会主任；任命郭声琨为公安部部长；任命耿惠昌为国家安全部部长；任命黄树贤为监察部部长；任命李立国为民政部部长；任命吴爱英为司法部部长；任命楼继伟为财政部部长；任命尹蔚民为人力资源和社会保障部部长；任命姜大明为国土资源部部长；任命周生贤为环境保护部部长；任命姜伟新为住房和城乡建设部部长；任命杨传堂为交通运输部部长；任命陈雷为水利部部长；任命韩长赋为农业部部长；任命高虎城为商务部部长；任命蔡武为文化部部长；任命李斌为国家卫生和计划生育委员会主任；任命周小川为中国人民银行行长；任命刘家义为审计署审计长。 | 2013年3月16日  |
| 第三号     | 公布《中华人民共和国旅游法》。 | 2013年4月25日  |
| 第四号     | 公布《中华人民共和国特种设备安全法》。 | 2013年6月29日  |
| 第五号     | 公布《全国人民代表大会常务委员会关于修改〈中华人民共和国文物保护法〉等十二部法律的决定》。 | 2013年6月29日  |
| 第六号     | 公布《全国人民代表大会常务委员会关于修改〈中华人民共和国商标法〉的决定》。 | 2013年8月30日  |
| 第七号     | 公布《全国人民代表大会常务委员会关于修改〈中华人民共和国消费者权益保护法〉的决定》。 | 2013年10月25日 |
| 第八号     | 公布《全国人民代表大会常务委员会关于修改〈中华人民共和国海洋环境保护法〉等七部法律的决定》。 | 2013年12月28日 |
| 第九号     | 公布《中华人民共和国环境保护法》2014年4月24日修订版。 | 2014年4月24日  |
| 第十号     | 公布《全国人民代表大会常务委员会关于修改〈中华人民共和国军事设施保护法〉的决定》。 | 2014年6月27日  |
| 第十一号   | 免去姜伟新的住房和城乡建设部部长职务；任命陈政高为住房和城乡建设部部长。 | 2014年6月27日  |
| 第十二号   | 公布《全国人民代表大会常务委员会关于修改〈中华人民共和国预算法〉的决定》。 | 2014年8月31日  |
| 第十三号   | 公布《全国人民代表大会常务委员会关于修改〈中华人民共和国安全生产法〉的决定》。 | 2014年8月31日  |
| 第十四号   | 公布《全国人民代表大会常务委员会关于修改〈中华人民共和国保险法〉等五部法律的决定》。 | 2014年8月31日  |
| 第十五号   | 公布《全国人民代表大会常务委员会关于修改〈中华人民共和国行政诉讼法〉的决定》。 | 2014年11月1日  |
| 第十六号   | 公布《中华人民共和国反间谍法》。 | 2014年11月1日  |
| 第十七号   | 公布《中华人民共和国航道法》。 | 2014年12月28日 |
| 第十八号   | 免去蔡武的文化部部长职务；任命雒树刚为文化部部长。 | 2014年12月28日 |
| 第十九号   | 免去周生贤的环境保护部部长职务；任命陈吉宁为环境保护部部长。 | 2015年2月27日  |
| 第二十号   | 公布《全国人民代表大会关于修改〈中华人民共和国立法法〉的决定》。 | 2015年3月15日  |
| 第二十一号 | 公布《中华人民共和国食品安全法》2015年4月24日修订版。 | 2015年4月24日  |
| 第二十二号 | 公布《中华人民共和国广告法》2015年4月24日修订版。 | 2015年4月24日  |
| 第二十三号 | 公布《全国人民代表大会常务委员会关于修改〈中华人民共和国港口法〉等七部法律的决定》。 | 2015年4月24日  |
| 第二十四号 | 公布《全国人民代表大会常务委员会关于修改〈中华人民共和国电力法〉等六部法律的决定》。 | 2015年4月24日  |
| 第二十五号 | 公布《全国人民代表大会常务委员会关于修改〈中华人民共和国义务教育法〉等五部法律的决定》。 | 2015年4月24日  |
| 第二十六号 | 公布《全国人民代表大会常务委员会关于修改〈中华人民共和国计量法〉等五部法律的决定》。 | 2015年4月24日  |
| 第二十七号 | 公布《全国人民代表大会常务委员会关于修改〈中华人民共和国药品管理法〉的决定》。 | 2015年4月24日  |
| 第二十八号 | 公布《全国人民代表大会常务委员会关于修改〈中华人民共和国文物保护法〉的决定》。 | 2015年4月24日  |
| 第二十九号 | 公布《中华人民共和国国家安全法》。 | 2015年7月1日   |
| 第三十号   | 公布《中华人民共和国刑法修正案（九）》。 | 2015年8月29日  |
| 第三十一号 | 公布《中华人民共和国大气污染防治法》2015年8月29日修订版。 | 2015年8月29日  |
| 第三十二号 | 公布《全国人民代表大会常务委员会关于修改〈中华人民共和国促进科技成果转化法〉的决定》。 | 2015年8月29日  |
| 第三十三号 | 公布《全国人民代表大会常务委员会关于修改〈中华人民共和国地方各级人民代表大会和地方各级人民政府组织法〉、〈中华人民共和国全国人民代表大会和地方各级人民代表大会选举法〉、〈中华人民共和国全国人民代表大会和地方各级人民代表大会代表法〉的决定》。 | 2015年8月29日  |
| 第三十四号 | 公布《全国人民代表大会常务委员会关于修改〈中华人民共和国商业银行法〉的决定》。 | 2015年8月29日  |
| 第三十五号 | 公布《中华人民共和国种子法》2015年11月4日修订版。 | 2015年11月4日  |
| 第三十六号 | 公布《中华人民共和国反恐怖主义法》。 | 2015年12月27日 |
| 第三十七号 | 公布《中华人民共和国反家庭暴力法》。 | 2015年12月27日 |
| 第三十八号 | 公布《中华人民共和国国家勋章和国家荣誉称号法》。 | 2015年12月27日 |
| 第三十九号 | 公布《全国人民代表大会常务委员会关于修改〈中华人民共和国教育法〉的决定》。 | 2015年12月27日 |
| 第四十号   | 公布《全国人民代表大会常务委员会关于修改〈中华人民共和国高等教育法〉的决定》。 | 2015年12月27日 |
| 第四十一号 | 公布《全国人民代表大会常务委员会关于修改〈中华人民共和国人口与计划生育法〉的决定》。 | 2015年12月27日 |
| 第四十二号 | 公布《中华人民共和国深海海底区域资源勘探开发法》。 | 2016年2月26日  |
| 第四十三号 | 公布《中华人民共和国慈善法》。 | 2016年3月16日  |
| 第四十四号 | 公布《中华人民共和国境外非政府组织境内活动管理法》。 | 2016年4月28日  |
| 第四十五号 | 免去王正伟（回族）的国家民族事务委员会主任职务；任命巴特尔（蒙古族）为国家民族事务委员会主任。 | 2016年4月28日  |
| 第四十六号 | 公布《中华人民共和国资产评估法》。 | 2016年7月2日   |
| 第四十七号 | 公布《中华人民共和国野生动物保护法》2016年7月2日修订版。 | 2016年7月2日   |
| 第四十八号 | 公布《全国人民代表大会常务委员会关于修改〈中华人民共和国节约能源法〉等六部法律的决定》。 | 2016年7月2日   |
| 第四十九号 | 免去袁贵仁的教育部部长职务；任命陈宝生为教育部部长。 | 2016年7月2日   |
| 第五十号   | 公布《中华人民共和国国防交通法》。 | 2016年9月3日   |
| 第五十一号 | 公布《全国人民代表大会常务委员会关于修改〈中华人民共和国外资企业法〉等四部法律的决定》。 | 2016年9月3日   |
| 第五十二号 | 免去杨传堂的交通运输部部长职务；任命李小鹏为交通运输部部长。 | 2016年9月3日   |
| 第五十三号 | 公布《中华人民共和国网络安全法》。 | 2016年11月7日  |
| 第五十四号 | 公布《中华人民共和国电影产业促进法》。 | 2016年11月7日  |
| 第五十五号 | 公布《全国人民代表大会常务委员会关于修改〈中华人民共和国民办教育促进法〉的决定》。 | 2016年11月7日  |
| 第五十六号 | 公布《全国人民代表大会常务委员会关于修改〈中华人民共和国海洋环境保护法〉的决定》。 | 2016年11月7日  |
| 第五十七号 | 公布《全国人民代表大会常务委员会关于修改〈中华人民共和国对外贸易法〉等十二部法律的决定》。 | 2016年11月7日  |
| 第五十八号 | 免去耿惠昌的国家安全部部长职务；任命陈文清为国家安全部部长。免去李立国的民政部部长职务；任命黄树贤为民政部部长、免去其监察部部长职务。免去楼继伟的财政部部长职务；任命肖捷为财政部部长。 | 2016年11月7日  |
| 第五十九号 | 公布《中华人民共和国中医药法》。 | 2016年12月25日 |
| 第六十号   | 公布《中华人民共和国公共文化服务保障法》。 | 2016年12月25日 |
| 第六十一号 | 公布《中华人民共和国环境保护税法》。 | 2016年12月25日 |
| 第六十二号 | 任命杨晓渡为监察部部长。 | 2016年12月25日 |
| 第六十三号 | 公布《中华人民共和国红十字会法》2017年2月24日修订版。 | 2017年2月24日  |
| 第六十四号 | 公布《全国人民代表大会常务委员会关于修改〈中华人民共和国企业所得税法〉的决定》。 | 2017年2月24日  |
| 第六十五号 | 免去徐绍史的国家发展和改革委员会主任职务；任命何立峰为国家发展和改革委员会主任。免去吴爱英的司法部部长职务；任命张军为司法部部长。免去高虎城的商务部部长职务；任命钟山为商务部部长。 | 2017年2月24日  |
| 第六十六号 | 公布《中华人民共和国民法总则》。 | 2017年3月15日  |
| 第六十七号 | 公布《中华人民共和国测绘法》2017年4月27日修订版。 | 2017年4月27日  |
| 第六十八号 | 免去刘家义的审计署审计长职务；任命胡泽君（女）为审计署审计长。 | 2017年4月27日  |
| 第六十九号 | 公布《中华人民共和国国家情报法》。 | 2017年6月27日  |
| 第七十号   | 公布《全国人民代表大会常务委员会关于修改〈中华人民共和国水污染防治法〉的决定》。 | 2017年6月27日  |
| 第七十一号 | 公布《全国人民代表大会常务委员会关于修改〈中华人民共和国民事诉讼法〉和〈中华人民共和国行政诉讼法〉的决定》。 | 2017年6月27日  |
| 第七十二号 | 免去陈吉宁的环境保护部部长职务；任命李干杰为环境保护部部长。免去陈政高的住房和城乡建设部部长职务；任命王蒙徽为住房和城乡建设部部长。 | 2017年6月27日  |
| 第七十三号 | 公布《中华人民共和国核安全法》。 | 2017年9月1日   |
| 第七十四号 | 公布《中华人民共和国中小企业促进法》2017年9月1日修订版。 | 2017年9月1日   |
| 第七十五号 | 公布《中华人民共和国国歌法》。 | 2017年9月1日   |
| 第七十六号 | 公布《全国人民代表大会常务委员会关于修改〈中华人民共和国法官法〉等八部法律的决定》。 | 2017年9月1日   |
| 第七十七号 | 公布《中华人民共和国反不正当竞争法》2017年11月4日修订版。 | 2017年11月4日  |
| 第七十八号 | 公布《中华人民共和国标准化法》2017年11月4日修订版。 | 2017年11月4日  |
| 第七十九号 | 公布《中华人民共和国公共图书馆法》。 | 2017年11月4日  |
| 第八十号   | 公布《中华人民共和国刑法修正案（十）》。 | 2017年11月4日  |
| 第八十一号 | 公布《全国人民代表大会常务委员会关于修改〈中华人民共和国会计法〉等十一部法律的决定》。 | 2017年11月4日  |
| 第八十二号 | 免去郭声琨兼任的公安部部长职务；任命赵克志为公安部部长。 | 2017年11月4日  |
| 第八十三号 | 公布《中华人民共和国农民专业合作社法》2017年12月27日修订版。 | 2017年12月27日 |
| 第八十四号 | 公布《中华人民共和国烟叶税法》。 | 2017年12月27日 |
| 第八十五号 | 公布《中华人民共和国船舶吨税法》。 | 2017年12月27日 |
| 第八十六号 | 公布《全国人民代表大会常务委员会关于修改〈中华人民共和国招标投标法〉、〈中华人民共和国计量法〉的决定》。 | 2017年12月27日 |